# Élections régionales de 2024 dans la région métropolitaine de Santiago
Pour un article plus général, voir Élections gouvernorales chiliennes de 2024.
Les élections régionales de 2024 dans la région métropolitaine de Santiago se déroulent sur deux tours, le premier tour a lieu les 26 et 27 octobre 2024, tandis que le second tour a lieu le 24 novembre 2024, comme dans onze autres élections des gouverneurs.
En plus du gouverneur, les électeurs étaient également convoqués pour élire leur Conseil régional à la proportionnelle lors du premier tour. A l'issue du scrutin, la droite et l'extrême droite obtiennent 21 sièges, contre 13 pour l'ensemble des partis de gauche.

## Système électoral

### Gouverneur
Le gouverneur régional est élu au suffrage universel, au second tour. La marge pour être élu au premier tour est de 40 % des suffrages exprimés. Si aucun candidat ne parvient à franchir la marge, un second tour est organisé entre les deux candidats les plus votés.
Il dure quatre ans dans l'exercice de ses fonctions et peut être réélu une fois au maximum.

### Conseil régional
Le même jour, une élection au Conseil régional a également lieu. Les conseillers régionaux sont élus au scrutin proportionnel. 
Chacune des provinces qui composent la région doit élire ses propres conseillers, à l'exception de la province de Santiago qui est divisée en six circonscriptions provinciales : la première est constituée des communes de Pudahuel, Quilicura, Conchalí, Huechuraba et Renca.
La seconde constituée par les communes d'Independencia, Recoleta, Santiago, Quinta Normal, Cerro Navia et Lo Prado. La troisième constituée par les communes de Maipú, Cerrillos et Estación Central. La quatrième constituée par les communes de Ñuñoa, Providencia, Las Condes, Vitacura, Lo Barnechea et La Reina. La cinquième constituée par les communes de Peñalolén, La Granja, Macul, San Joaquín et La Florida. La sixième constituée par les communes d'El Bosque, La Cisterna, San Ramón, Lo Espejo, Pedro Aguirre Cerda, San Miguel et La Pintana.

## Contexte

### Election du gouverneur en 2021
En 2021, Claudio Orrego (es) est candidat avec le Parti démocrate-chrétien et dans le cadre de la coalition de centre-gauche de l'Unité constituante. Lors du premier tour, il obtient 655 000 voix contre 600 000 pour son adversaire face à Karina Oliva (es), candidate de la coalition Front large, c'est-à-dire une courte avance de 55 000 voix.
Cependant, lors du second tour, Claudio Orrego obtient le ralliement et le soutien implicite de la droite traditionnelle issue de Chile Vamos, avec des reports de voix en sa faveur, puisque dans les communes du nord et sud de la région comme Las Condes, Vitacura, Peñalolén, Lo Barnechea et La Reina, historiquement favorables à la droite, Orrego obtient la majorité des voix et lui permet de gagner au second tour. Selon Pepe Auth, ancien homme politique et directeur d'études électorales, Claudio Orrego a gagné grâce à un « vote anticommuniste » au second tour, notamment en raison de la proximité de la candidate du Front large Karina Oliva (es) avec le candidat présidentiel communiste de l'époque, Daniel Jadue.
En octobre 2022, lors de son mandat de gouverneur, Claudio Orrego annonce démissionner du Parti démocrate-chrétien après trente-trois ans de militantisme. Il évoque notamment une « coexistence interne détruite » et une inactivité personnelle au sein du parti.

### Campagne de 2024
En raison de sa démission du Parti démocrate-chrétien, lors de l'élection de 2024, Claudio Orrego décide de se présenter en tant que candidat indépendant. Candidat sans aucune investiture d'un parti, il recueille suffisamment de signatures des citoyens pour se présenter. Il explique cette décision par un souhait de ne pas être « coincé dans les négociations des partis » pendant l'élection.
Cependant, pendant la campagne du premier tour, il reçoit et accepte le soutien des partis de gauche du gouvernement du président Gabriel Boric, comme le Front large et le Parti socialiste. Le député et président par intérim du Front large Diego Ibáñez souligne en juillet 2024 que « L’heure est à l’unité. Le progressisme doit montrer l'exemple, tout comme la France l'a fait il y a une semaine », une référence à l'unité du Nouveau Front populaire lors des élections législatives de 2024.
L'opposition régionale à Claudio Orrego, la coalition de droite Chile Vamos, choisit d'investir Francisco Orrego (es), un militant du parti Rénovation nationale et parrainé par l'influente Evelyn Matthei.

## Candidatures
| Candidats | Candidats | Candidats             | Coalition/ ou parti                                  | Idéologie                                                                                        |
| --------- | --------- | --------------------- | ---------------------------------------------------- | ------------------------------------------------------------------------------------------------ |
|           |           | Claudio Orrego (es)   | Indépendant (Soutenu par l'Alliance gouvernementale) | Centre-gauche Social-démocratie, progressisme, Troisième voie                                    |
|           |           | Francisco Orrego (es) | Rénovation nationale (Chile Vamos)                   | Centre droit à Extrême-droite Conservatisme, Conservatisme social, Libéral-conservatisme         |
|           |           | Macarena Santelices   | Parti républicain                                    | Extrême droite National-conservatisme, Populisme de droite, Libéralisme économique, Pinochetisme |

## Résultats
| Candidats                | Candidats                | Partis                                               | Premier tour | Premier tour | Second tour | Second tour |
| Candidats                | Candidats                | Partis                                               | Voix         | %            | Voix        | %           |
| ------------------------ | ------------------------ | ---------------------------------------------------- | ------------ | ------------ | ----------- | ----------- |
|                          | Claudio Orrego (es)      | Indépendant, Pour le Chili et ses Régions (SD-PS-FA) | 1 644 699    | 38,58        | 2 515 863   | 55,03       |
|                          | Francisco Orrego         | Rénovation nationale (Chile Vamos)                   | 1 176 628    | 27,60        | 2 055 711   | 44,97       |
|                          | Macarena Santelices      | Parti républicain                                    | 415 288      | 9,74         |             |             |
|                          | Catalina Valenzuela      | Parti humaniste du Chili                             | 257 630      | 6,04         |             |             |
|                          | Claudio Rojas            | Parti du peuple (es)                                 | 243 383      | 5,71         |             |             |
|                          | Rodrigo Logan            | Parti social-chrétien (es) et Indépendants           | 235 325      | 5,52         |             |             |
|                          | Carlos Pichuante         | Parti populaire de l’Alliance verte (es)             | 168 936      | 3,96         |             |             |
|                          | Nathalie Joignant        | Fédération régionaliste verte sociale                | 121 363      | 2,85         |             |             |
| Votes valides            | Votes valides            | Votes valides                                        | 4 263 252    | 84,59        | 4 572 056   | 92,31       |
| Votes nuls               | Votes nuls               | Votes nuls                                           | 474 328      | 9,41         | 278 762     | 5,62        |
| Votes blancs             | Votes blancs             | Votes blancs                                         | 301 980      | 5,99         | 102 076     | 2,07        |
| Total                    | Total                    | Total                                                | 5 039 560    | 100          | 4 952 894   | 100         |
| Abstention               | Abstention               | Abstention                                           | 971 390      | 16,16        | 1 058 056   | 17,60       |
| Inscrits / participation | Inscrits / participation | Inscrits / participation                             | 6 010 950    | 83,84        | 6 010 950   | 82,40       |